# Chris Isaak
Chris Joseph Isaak (ur. 26 czerwca 1956 w Stockton) – amerykański muzyk i aktor.

## Życiorys

### Rodzina i edukacja
Urodził się w Stockton, w stanie Kalifornia jako syn Dorothy (z domu Vignolo), zatrudnionej w fabryce chipsów i Joego Isaaka, kierowcy podnośnika widłowego. Jego matka urodziła się w Genui i była Amerykanką włoskiego pochodzenia. Dorastał z dwoma starszymi braćmi – Nickiem i Jeffem.  
Ukończył Amos Alonzo Stagg High School w Stockton i uczęszczał do San Joaquin Delta Community College. W 1981 ukończył University of the Pacific w Stockton w Kalifornii na wydziale komunikacji.

### Kariera muzyczna

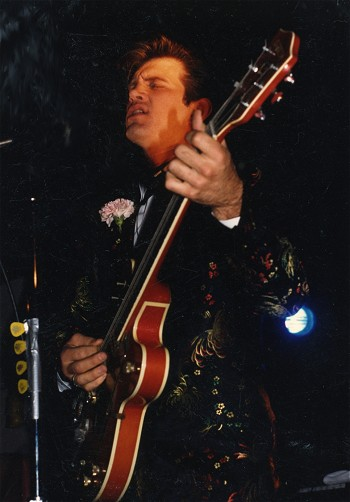
Isaak (1986)

W 1984 podpisał kontrakt z wytwórnią Warner Bros. Records na nagranie pierwszego albumu Silvertone. Dwa utwory z tej płyty – „Gone Ridin'” i „Livin' for Your Lover” – zostały umieszczone w ścieżce dźwiękowej do filmu Davida Lyncha Blue Velvet. Zdjęcia do drugiego albumu Isaaka, zatytułowanego po prostu Chris Isaak, wykonał fotograf mody Bruce Weber.
W 1988 zaczął wydawać płyty w wytwórni Reprise Records, która podlega Warner Bros. W 1989 wylansował przebój „Wicked Game”, który promował album pt. Heart Shaped World. Instrumentalna wersja piosenki została użyta w filmie Davida Lyncha Dzikość serca (Wild at Heart, 1990). Lee Chesnut, kierownik stacji radiowej w Atlancie, który był fanem filmów Lyncha, zaczął grać w radiu wersję wokalną utworu. Szybko stała się ona najczęściej graną piosenką na życzenie słuchaczy. Chesnut przyczynił się do rozpowszechnienia utworu po wszystkich stacjach radiowych w kraju – w konsekwencji w lutym 1991 roku znalazła się ona na liście 10 największych hitów w kraju. Teledysk do „Wicked Game” został wyreżyserowany przez Herba Rittsa i był hitem MTV i VH1; w wideoklipie zagrała Helena Christensen, wśród ludzi obejmujących się na plaży i szepczących sobie do ucha. Inny, mniej popularny teledysk „Wicked Game” był wyreżyserowany przez Davida Lyncha i zawiera sceny z filmu Dzikość serca.
13 kwietnia 1993 wydał czwarty album pt. San Francisco Days, który promował teledyskiem do piosenki „Solitary Man”. W 1995 rozstał się z długo grającym z nim gitarzystą Jamesem Wilseyem, którego miejsce podczas tras koncertowych zajął Hershel Yatovitz.
W 1995 wydał album pt. Forever Blue, a pochodzący z płyty utwór „Baby Did a Bad, Bad Thing” został umieszczony na ścieżce dźwiękowej filmu Stanleya Kubricka Oczy szeroko zamknięte (1999). W teledysku do piosenki, wyreżyserowanym przez Herba Rittsa, zagrała Laetitia Casta.
Skomponował również melodię przewodnią dla talk-show The Late Late Show with Craig Kilborn. W latach 2001–2004 prowadził własny show, The Chris Isaak Show. Jego utwór „Life Will Go On” pojawił się w filmie Córka prezydenta (2004).
Stacja VH1 umieściła go na 68. miejscu w rankingu 100 najprzystojniejszych artystów.
20 października 2008 wydał album koncertowy pt. Live in Australia, zawierający materiał zarejestrowany podczas trasy koncertowej Isaaka w 2006 w Melbourne. Isaak ogłosił również następne tournée po Australii, a także wydanie kolejnego albumu studyjnego w 2009. W lutym 2009 premierę miała płyta pt.Mr. Lucky, nad którą pracował z Johnem Shanksem.

### Gitary
Wielu gitarzystów myślało, że główną gitarą elektryczną Isaaka jest Gretsch 6120 lub White Falcon za względu na przetworniki filtertron i biały kolor, jednak on sam ujawnił w wywiadzie z Acoustic Guitar Central z 2002 roku, że jest to prototyp gitary marki Gibson, który nigdy nie wszedł do masowej produkcji.
Posiada akustyczną gitarę Gibson J-200, na której komponuje piosenki.
Karierę zaczynał od grania na gitarze Silvertone 1446, której używał także Scotty Moore.

### Aktorstwo i inne zajęcia
Pojawia się również w filmach, zwykle grając postacie drugoplanowe. Jednak można wyróżnić kilka filmów, w których grał ważną rolę, m.in. z Keanu Reevesem i Bridget Fondą w filmie Mały Budda (1993), a także rola w filmie Davida Lyncha – Twin Peaks: Ogniu, krocz ze mną w roku 1992. Isaak grał również w produkcjach, takich jak: Poślubiona mafii (1988), Milczenie owiec (1991), Szaleństwa młodości (1996) i Apetyt na seks (2004). Odmówił przyjęcia roli Jeffreya Beaumonta w filmie Davida Lyncha Blue Velvet (1986) oraz Raya Sinclaira w Dzikiej namiętności (1986) w reżyserii Jonathana Demme. Zagrał gościnnie w jednym z odcinków amerykańskiego sitcomu Przyjaciele; oraz w miniserialu na HBO Z Ziemi na Księżyc. Miał zagrać Nicka Castle'a w filmie Mgła, jednak w tę rolę ostatecznie wcielił się Tom Welling.
Jest amatorem boksu (założył turniej Golden Gloves) oraz zapalonym surferem. Jest korespondentem dla The Tonight Show with Jay Leno i Extra.

## Dyskografia

### Albumy
- Silvertone (1985)
- Chris Isaak (1986)
- Heart Shaped World (1989)
- San Francisco Days (1993)
- Forever Blue (1995)
- Baja Sessions (1996)

### studyjne
- Speak of the Devil (1998)
- Always Got Tonight (2002)
- Christmas (2004)
- Mr. Lucky (2009)
- Beyond the Sun (2011)
- First Comes the Night (2015)
- Everybody Knows It's Christmas (2022)[14]

### Kompilacje
- Wicked Game (1991)
- 3 for One (2000)
- Best of Chris Isaak (2006)

### Albumy live
- Live in Australia (2008)

### Single
| Rok  | Tytuł                                                | Pozycje na listach | Pozycje na listach | Pozycje na listach | Pozycje na listach    | Pozycje na listach | Pozycje na listach | Album               |
| Rok  | Tytuł                                                | US Hot 100         | US Modern Rock     | US Mainstream Rock | US Adult Contemporary | UK Singles Chart   | Australian Chart   | Album               |
| 1985 | "Dancin'"                                            | –                  | –                  | –                  | –                     | –                  | –                  | Silvertone          |
| 1985 | "Gone Ridin'"                                        | –                  | –                  | –                  | –                     | –                  | –                  | Silvertone          |
| 1987 | "You Owe Me Some Kind of Love"                       | –                  | –                  | –                  | –                     | –                  | –                  | Chris Isaak         |
| 1987 | "Blue Hotel"                                         | –                  | –                  | –                  | –                     | #00                | –                  | Chris Isaak         |
| 1989 | "Don't Make Me Dream About You"                      | –                  | 18                 | 39                 | –                     | –                  | –                  | Heart Shaped World  |
| 1991 | "Wicked Game"                                        | 6                  | 2                  | 10                 | 12                    | 10                 | 15                 | Heart Shaped World  |
| 1991 | "Blue Hotel" (re-release)                            | –                  | –                  | –                  | –                     | 17                 | 23                 | Wicked Game         |
| 1991 | "Dancin'" (re-release)                               | –                  | –                  | –                  | –                     | 100                | –                  | Wicked Game         |
| 1993 | "Can't Do A Thing (To Stop Me)"                      | 105                | #7                 | –                  | 11                    | 36                 | 73                 | San Francisco Days  |
| 1993 | "San Francisco Days"                                 | –                  | –                  | –                  | –                     | 62                 | –                  | San Francisco Days  |
| 1993 | "Solitary Man"                                       | –                  | –                  | –                  | –                     | 85                 | –                  | San Francisco Days  |
| 1995 | "Somebody's Crying"                                  | 45                 | #34                | –                  | 27                    | 100                | 5                  | Forever Blue        |
| 1995 | "Go Walking Down There"                              | 102                | #32                | –                  | –                     | –                  | 55                 | Forever Blue        |
| 1996 | "Baby Did a Bad, Bad Thing"                          | –                  | –                  | –                  | –                     | –                  | 27                 | Forever Blue        |
| 1996 | "Think of Tomorrow"                                  | –                  | –                  | –                  | –                     | –                  | 82                 | Baja Sessions       |
| 1998 | "Flying"                                             | –                  | –                  | –                  | –                     | –                  | –                  | Speak of the Devil  |
| 1998 | "Please"                                             | –                  | –                  | –                  | –                     | 77                 | –                  | Speak of the Devil  |
| 1999 | "Baby Did a Bad, Bad Thing (re-release)"             | 125                | –                  | –                  | –                     | 44                 | 9                  | Forever Blue        |
| 2002 | "Let Me Down Easy"                                   | 124                | –                  | –                  | 18                    | –                  | 99                 | Always Got Tonight  |
| 2004 | "Santa Claus Is Coming to Town" (feat. Stevie Nicks) | –                  | –                  | –                  | 25                    | –                  | –                  | Christmas           |
| 2006 | "King Without a Castle"                              | –                  | –                  | –                  | –                     | –                  | –                  | Best of Chris Isaak |
| 2006 | "Let's Have a Party"                                 | –                  | –                  | –                  | –                     | –                  | –                  | Best of Chris Isaak |
| 2006 | "I Want You to Want Me"                              | –                  | –                  | –                  | –                     | –                  | –                  | Best of Chris Isaak |

## Filmografia
- 1988: Poślubiona mafii (Married to the Mob)
- 1991: Milczenie owiec (The Silence of the Lambs)
- 1991: Twin Peaks: Ogniu krocz ze mną (Twin Peaks: Fire Walk with Me)
- 1993: Mały Budda (Little Buddha)
- 1996: W rytmie serca (Grace of My Heart)
- 1996: Szaleństwa młodości (That Thing You Do!)
- 1999: Błędy młodości (Blue Ridge Fall)
- 2004: Apetyt na seks (A Dirty Shame)
- 2008: The Informers

## Telewizja
- 1996: Przyjaciele (Sezon 2, odcinek 12)
- 1998: Z Ziemi na Księżyc
- 2003: Nie ma sprawy (Sezon 3, odcinek 20)
- 2001-2004: The Chris Isaak Show
- 2004: American Dreams (Sezon 2, odcinek 14)
- 2006: The Late Late Show with Craig Ferguson (Sezon 2, Odcinek 177)
- 2007: Great Performances Jerry Lee Lewis: Last Man Standing Live
- 2009: The Chris Isaak Hour